# تپه قبه
تپه قبه مربوط به سدهٔ ۶ تا ۸ ه.ق است و در شهرستان پیرانشهر، بخش لاجان، روستای قبه واقع شده و این اثر در تاریخ ۱۲ بهمن ۱۳۸۱ با شمارهٔ ثبت ۷۳۸۰ به‌عنوان یکی از آثار ملی ایران به ثبت رسیده است.